# Saint-Martin-les-Eaux
Saint-Martin-les-Eaux är en kommun i departementet Alpes-de-Haute-Provence i regionen Provence-Alpes-Côte d'Azur i sydöstra Frankrike. Kommunen ligger  i kantonen Manosque-Nord som ligger i arrondissementet Forcalquier. År 2022 hade Saint-Martin-les-Eaux 123 invånare.

## Befolkningsutveckling
Antalet invånare i kommunen Saint-Martin-les-Eaux
Referens: INSEE